# 人体比率

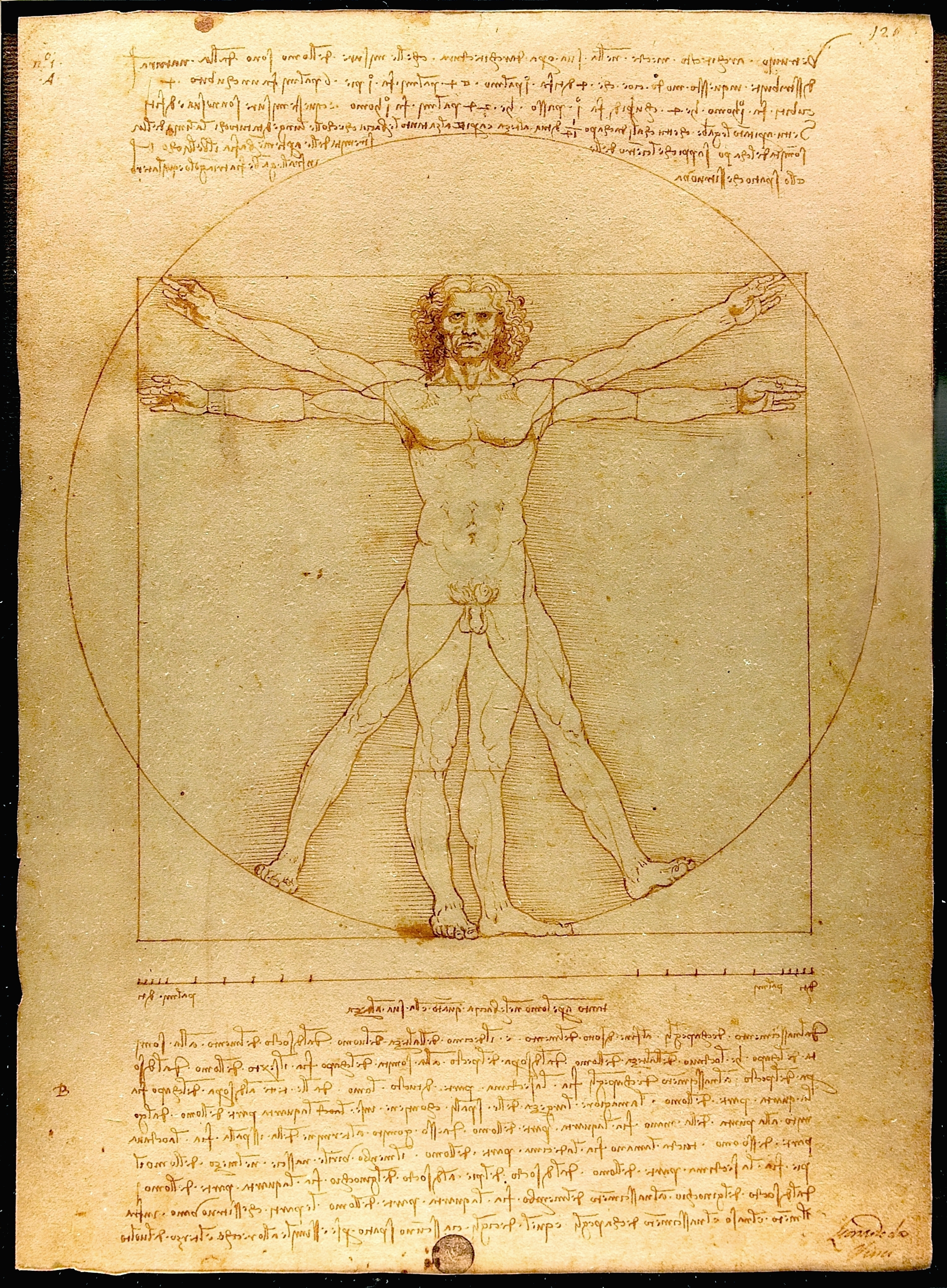
レオナルド・ダ・ヴィンチの『ウィトルウィウス的人体図』（ヴェネツィア・アカデミア美術館蔵）

人体比率（じんたいひりつ）とは、人体あるいはもっと一般的には動物の身体の、各部分の相互関係や身体全体との長さの関係のことである。西洋における芸術分野において、全身像を描くために研究対象とされてきた。例えば、身長が頭部の長さのN倍であることを「N頭身」と呼ぶのはその一例で、ギリシアやルネッサンス期においては成人は平均的に7頭身から8頭身であるとされている。下記のように様々な部位について標準的な比率が割り出されてきた。
もっとも、デフォルメ技術を用いて表現する際には、標準的な比率から大きく外れることもある。実際、マニエリスムの画家は10頭身以上に身長を引き伸ばした人体を書いたとされている。スーパーデフォルメでは逆に頭身が小さくなる。

## 頭部
- 顔の縦の長さを考えたとき、中央の高さに両目がある。
- 顔を横に3分割したとき、頭頂から眉毛の上まで、眉毛から鼻の下まで、鼻の下からあごの先までがほぼ同じ長さである。
- 顔の横幅は、目の横幅の4倍から5倍である。
- 両目の間隔は、目の横幅に等しい。
- 耳の高さは、ほぼ鼻の下から目尻までである。
- 鼻の横幅は目の横幅にほぼ等しい。
- 口の横幅は二つの瞳の距離に等しい。

## 全身

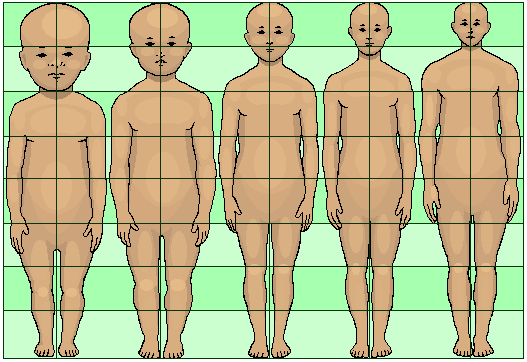
成長による頭身変化

年齢によって人の頭身は変化するとされており、1歳が4頭身、4歳が5頭身、8歳が6頭身半、12歳が7頭身、16歳が7頭身半、成人で8頭身、老人で7頭身であるという。
8頭身とした場合に、頭部を測定単位として頭頂からどこまでになるかという情報を以下に記す。
1. 頭部
2. 頭部の下から胸の中央の高さ（ヒトの乳首があるはずのところ）まで
3. 胸の中央の高さからへそまで
4. 臍から恥骨の上端（骨盤の下から約4分の1）まで
5. 恥骨の上端から太腿の中央の高さまで
6. 太腿の中央の高さから脹脛の上端（膝下）まで
7. 脹脛の上端（膝下）から膝下から踵の中央まで
8. 膝下から踵の中央から足裏まで

頭頂からの測定以外の人体比率を以下に記す。
- 恥骨ないし恥骨の上端が平均的な成人人体の身長の中央にあたる[2]。
- 平均的な成人人体では、向こう脛（脛骨、膝から踝まで）の長さは股関節の長さに等しい[2]。
- 人体が直立したときの腕の長さは、指の先が太腿の中央まで伸びる程度になる[2]。
- 腕を広げたとき、中指の両端の距離は身長にほぼ等しい。
- 足の長さは前腕の長さにほぼ等しい[2]。
- 幼児においてはその人が成人したときよりも身長に比べて頭部の占める比率が大きい。

## 黄金比と人体比率
古代ギリシアの彫刻家ポリュクレイトスは 人体の理想的比率を理論化した『カノン』を著し、古代オリンピックの優勝者ドリフォロスをモデルとして理想の人体立像を造った。頭部の大きさが身長の7分の1であるカノンの人体比率はギリシア彫刻の美の規範となり、カノンの法則と呼ばれた。その後、彫刻家リュシッポスは頭部比8分の1の人体比率を作り、以来、8頭身は近世に至るまで西欧美術の理想的な人体比率の基準となったと主に日本人学者によって主張される。
古代ギリシアでは黄金比（黄金分割）に基づいたプロポーションの造形を、数理的に均整のとれた美の原理として建築や彫刻などに用いた。黄金比とは数学的にはAとBの割合がA:B=B:(A+B)の関係をいい、A:B=1:1.618…（整数比では55:89）という分割となる。8頭身の人体比率は、へその位置が全身を黄金比の近似値3:5:8で分割する中心の位置となる。頭頂からへそまでを1とすると、へそから足底までが1.6となり、黄金比と近似する。また、へそから足底までを1とすると、上に挙げた手からへそまでが1となり、足底から頭頂までが1.6となる。

## キャラクターのN頭身

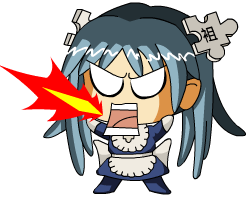
2頭身程度で表現されるキャラクターの例

イラストやアニメーション作品などで表現されるキャラクターの頭身は、現実の人間とは異なる場合がある。例として以下のような頭身がある。
- 1頭身 - 身長が頭部1つ分の高さで表現されたキャラクター。頭の下に胴体が存在しない形で表現されたキャラクター。
- 2頭身 - 頭部と頭部より下の高さの比率が1対1程度で表現されたキャラクター。スーパーデフォルメとも呼ばれる。
- 3頭身 - 頭部と頭部より下の高さの比率が1対2程度で表現されたキャラクター。スーパーデフォルメとも呼ばれる。
- 4頭身 - 頭部と頭部より下の高さの比率が1対3程度で表現されたキャラクター。スーパーデフォルメとも呼ばれる。